# Opan

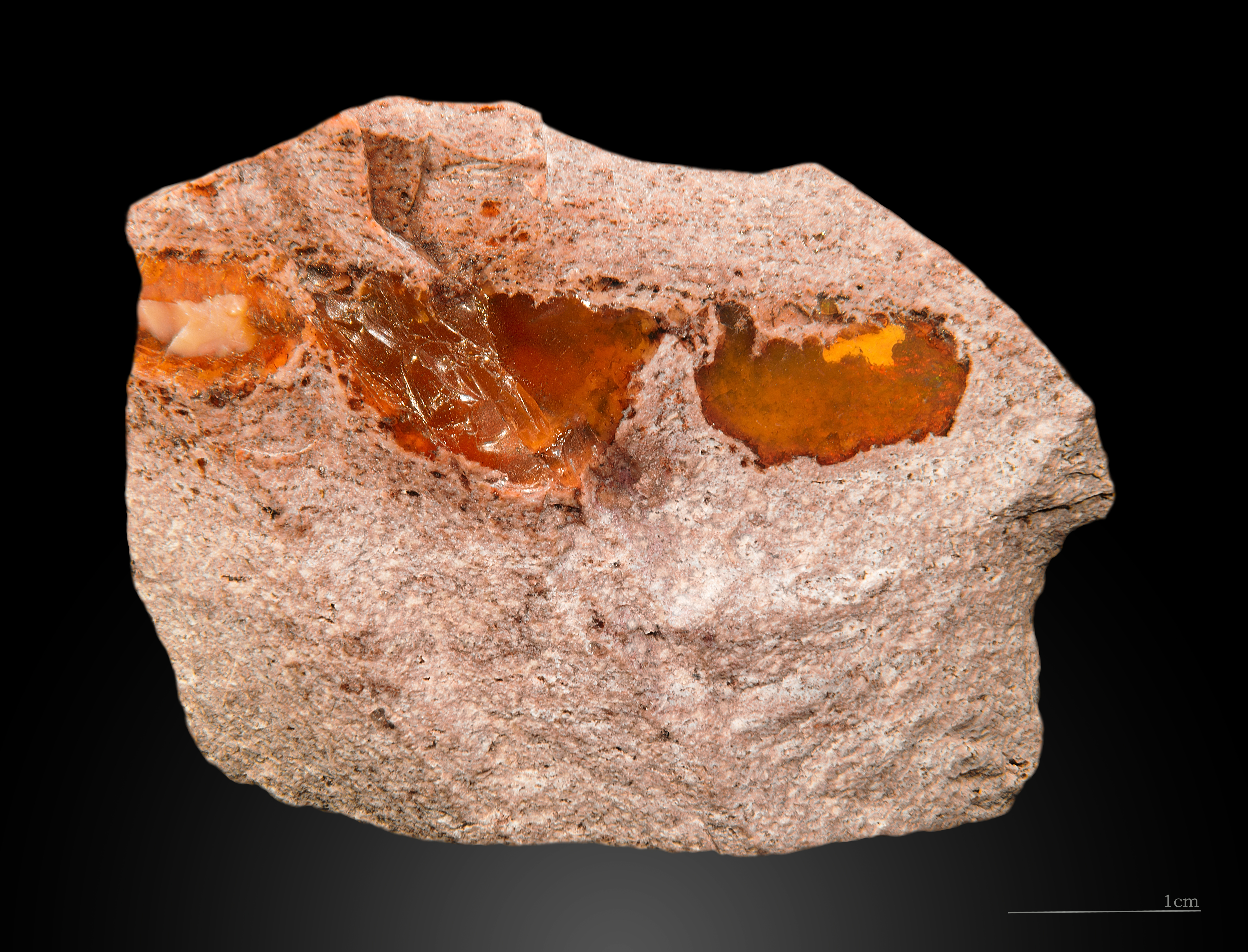
cháy opal

Opan (tiếng Anh: Opal), còn gọi là ngọc mắt mèo hoặc miêu nhãn thạch, là một chất rắn hydrat hóa vô định hình có thành phần chính là silic (công thức hóa học: SiO2·nH2O). Opan từ lâu đã được biết đến và sử dụng trong việc trang trí các đền đài và cung điện. Bên cạnh đó, một khối lượng lớn opan cũng được dùng làm đồ trang sức. Trang sức đá opan có giá trị cao, thậm chí còn quý hơn cả kim cương và hồng ngọc. Opan là biểu tượng của chòm sao Thiên Bình trong cung hoàng đạo.

## Thành phần hoá học
Với công thức hoá học SiO2·nH2O, opan có tỉ lệ thành phần không cố định. Nó chứa từ 1-5% nước, đôi khi có thể lên đến 34%. Loại đá opan quý thường chứa khoảng 6-10% nước. Khi nung nóng, nước trong opan rất dễ thoát ra ngoài kèm với việc bị nứt vỡ, mất màu và giảm độ tinh khiết.

## Cấu trúc tinh thể
Opan thường thấy ở dạng khối đặc khít giống thủy tinh, bề ngoài như thạch nhũ. Opan cũng là thành phần chính trong cơ thể của một số sinh vật như xác diatomit, gai của hải miên, bộ xương của trùng tia do các giống này ăn các dung dịch keo silit. Nhờ có bộ xương silit, các sinh vật đó được bảo quản thành hoá thạch, ngay trong các lớp trầm tích thời cổ nhất.
Loại đá này thường tạo thành các mạch nhỏ nhiều khi tới 10 cm hoặc hơn, dạng viên nhỏ bên trong các lỗ trống hoặc khe nứt trong các khối đá giàu silica. Ta cũng có thể gặp opan ở dạng giả hình của các khoáng vật khác.
Dưới kính hiển vi điện tử, cấu trúc của opan bao gồm các vi tinh SiO2 ở dạng hình cầu nằm chồng khít lên nhau và sắp xếp theo từng lớp. Sự giao thoa và nhiễu xạ của ánh sáng trên bề mặt các lớp vi cầu này đã làm cho opan có hiện tượng lưỡng sắc. Phụ thuộc vào kích thước của các vi cầu mà mỗi viên đá opan sẽ cho các màu khác nhau.

## Tính chất vật lý
- Độ cứng: 5 - 5,5
- Tỷ trọng: 1,9 - 2,5; loại opan quý thường có tỷ trọng trong khoảng 2,1 - 2,2 (tỷ trọng của opan thay đổi tuỳ thuộc vào lượng nước trong thành phần).
- Cát khai: Không
- Vết vỡ: Vỏ sò

## Tính chất quang học
- Chiết suất: 1,4 - 1,45
- Lưỡng chiết: Không
- Tính đa sắc: Không
- Độ tán sắc: Không
- Phổ hấp thụ: Không đặc trưng
- Màu sắc: Opan là á khoáng vật có màu tự sắc, bình thường chúng không màu nhưng do lẫn các tạp chất mang màu, nhất là Fe và một số tạp chất mang màu khác nên chúng có các màu khác nhau vàng, nâu, đỏ, lục và đen. Opan quý thường có màu sặc sỡ như cầu vồng.
- Ánh: Thủy tinh tới bán thủy tinh. Loại opan thường thông thường có ánh nhựa.